# Транспортный обход центра
Транспортный обход центра (ТОЦ) — масштабный инфраструктурный проект, реализуемый в Санкт-Петербурге, который предусматривает значительное снижение потоков автотранспорта, идущих через исторический центр города. ТОЦ представляет собой транспортную магистраль непрерывного движения, соединяющую южные и северные районы, минуя центр. На 2015 год строятся объекты первой очереди проекта, объекты второй очереди проектируются.

## История
Идея транспортного обхода центра впервые упоминается ещё в Генплане Ленинграда 1935 года. В 2004 году Смольный разработал проект Внутренней дуговой магистрали (ВДМ). Согласно планам, трасса ВДМ должна была пройти по набережным Обводного канала (как и трасса ТОЦ), далее по проспектам Заневскому, Энергетиков, Маршала Блюхера, Кантемировской ул. с выходом на Песочную наб. через Кантемировский мост, затем на Ждановскую наб. и через Тучков мост на Морскую наб. с подключением к центральному участку Западного скоростного диаметра (ЗСД). Предполагалось, что переправа с левого берега Невы на правый будет осуществляться с помощью запроектированного Орловского тоннеля, который должен был соединить Смольную и Свердловскую набережные. Однако, в 2011 г. строительство Орловского тоннеля было отменено по финансовым причинам.
В 2010 году проект ВДМ был модернизирован в существующий проект ТОЦ. Основа проекта, как и в проекте ВДМ, — Обводный канал. За счет его реконструкции и развития и будет организован объезд исторического центра в форме полукольца с северной, восточной и южной стороны. В отличие от проекта ВДМ, трасса ТОЦ пройдёт по набережным Невы, которые уже являются магистральными улицами непрерывного движения. Вместо Орловского тоннеля в проекте ТОЦ для переправы через Неву будут использоваться мосты Большеохтинский и Александра Невского.
В 2011 году в комитете по строительству администрации Санкт-Петербурга прорабатывалась идея строительства над Обводным каналом многоэтажных надземных паркингов, тем не менее, дальше обсуждений дело не пошло. Известно, однако, что подобный проект будет реализован в Амстердаме.

## Описание
Транспортный обход центра представляет собой полукольцо, с двух сторон подключенное к Западному скоростному диаметру, а именно, его южному и северному участкам. Согласно проекту, с севера обход идет по Приморскому проспекту, затем по набережным Невы, по мосту Александра Невского (либо по Большеохтинскому мосту) выходит на Обводный канал и далее по Обводному каналу и реке Екатерингофке возвращается на ЗСД. Режим повышенной комфортности для транзитного транспорта по набережным Обводного канала будет обеспечиваться за счет введения одностороннего режима движения по набережным, строительства транспортных тоннелей в зонах пересечений с основными городскими радиальными магистралями — Старо-Петергофским, Московским, Лиговским проспектами, разворотных мостов на связях южной и северной набережных Обводного канала. На некоторых участках магистрали будут оборудованы перехватывающие парковки, рядом с которыми будет останавливаться общественный транспорт.

## Объекты строительства ТОЦ
Завершённые объекты:

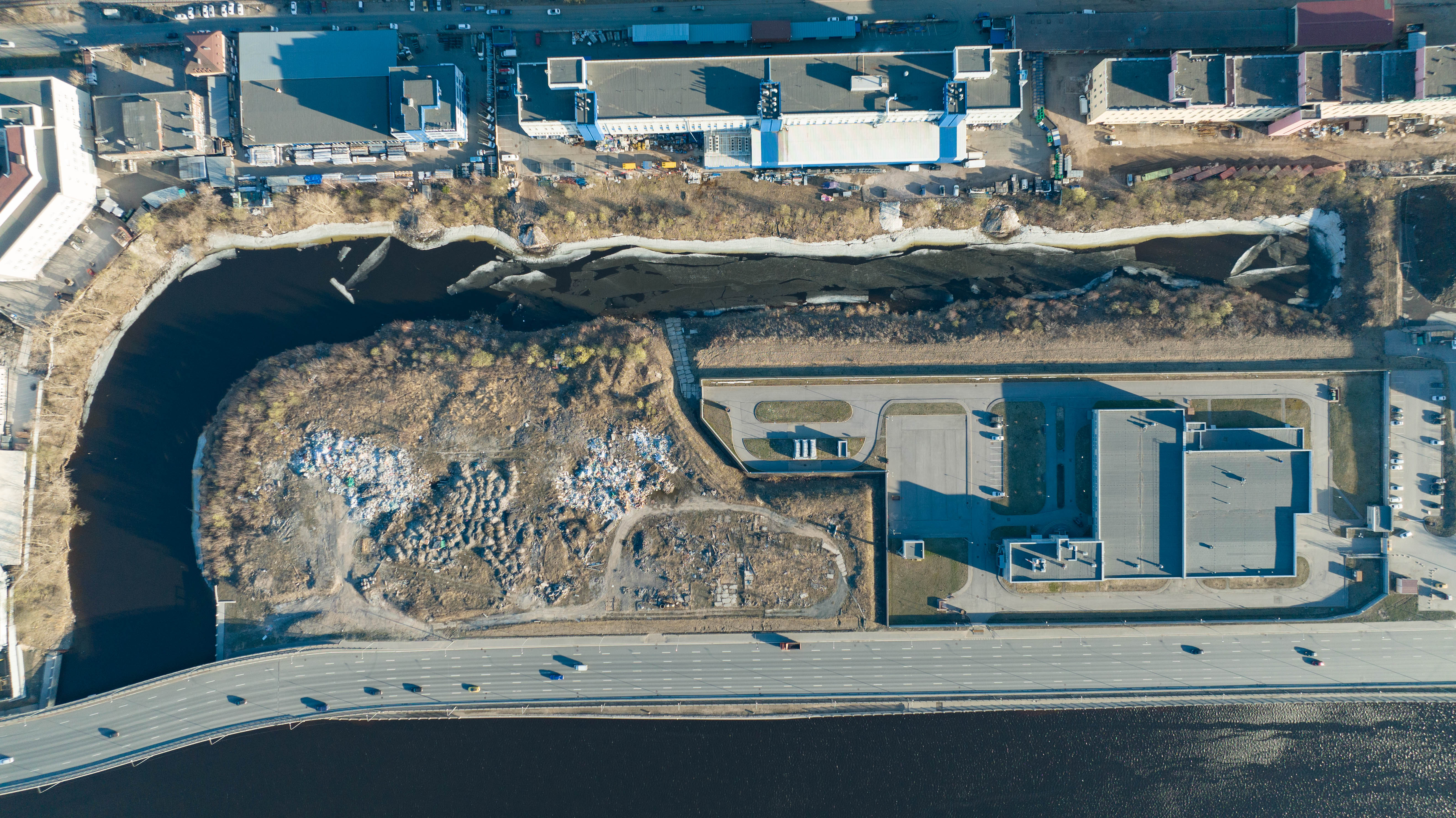
Набережная Обводного канала у Французского ковша

- ремонт участка набережной Обводного канала в районе Американских мостов;
- развязка на правобережном съезде с Литейного моста;
- ремонт набережных Обводного канала от Днепропетровской улицы до Атаманского моста (движение под Американскими мостами);
- тоннель на Пироговской набережной под Сампсониевским мостом;
- реконструкция Пироговской набережной.
- развязка набережной Обводного канала с проспектом Обуховской Обороны;
- мост через «Французский ковш» Обводного канала;
- строительство шестиполосной односторонней дороги от Атаманского моста до протоки «Французского ковша»;
- тоннель на Синопской набережной.
- Мост Бетанкура

Объекты второй очереди:
- мост через реку Екатерингофку с выходом на Межевой канал;
- реконструкция наб. реки Екатерингофки и возведение нового участка улицы Гапсальской от Межевого канала до Двинской улицы;
- тоннель на пересечении набережной Обводного канала со Старо-Петергофским пр.;
- тоннель на пересечении набережной Обводного канала с Московским пр.;
- новый съезд с моста Александра Невского на правый берег Невы с устройством тоннеля;
- реконструкция Красногвардейской пл.

Отдалённая перспектива (2018—2020 годы):
- благоустройство территории напротив Балтийского вокзала;
- тоннель на пересечении набережных Обводного канала с Лиговским пр.;
- участок Свердловской набережной со строительством развязки.

## Общие характеристики
Общая длина магистрали — 26 км. Средняя скорость движения — 40 км/час. Максимальное число полос движения — 10, в районе Американских мостов Обводного канала (6+4). Минимальное число полос движения — 4, на Ушаковской транспортной развязке и Малоохтинском мосту (2+2).
Завершение строительства транспортного обхода центра запланировано на 2018 год. Из городского бюджета предполагается потратить 40 млрд рублей (по некоторым оценкам, минимум 50 млрд рублей).